# Distrito Escolar Independiente de Galena Park

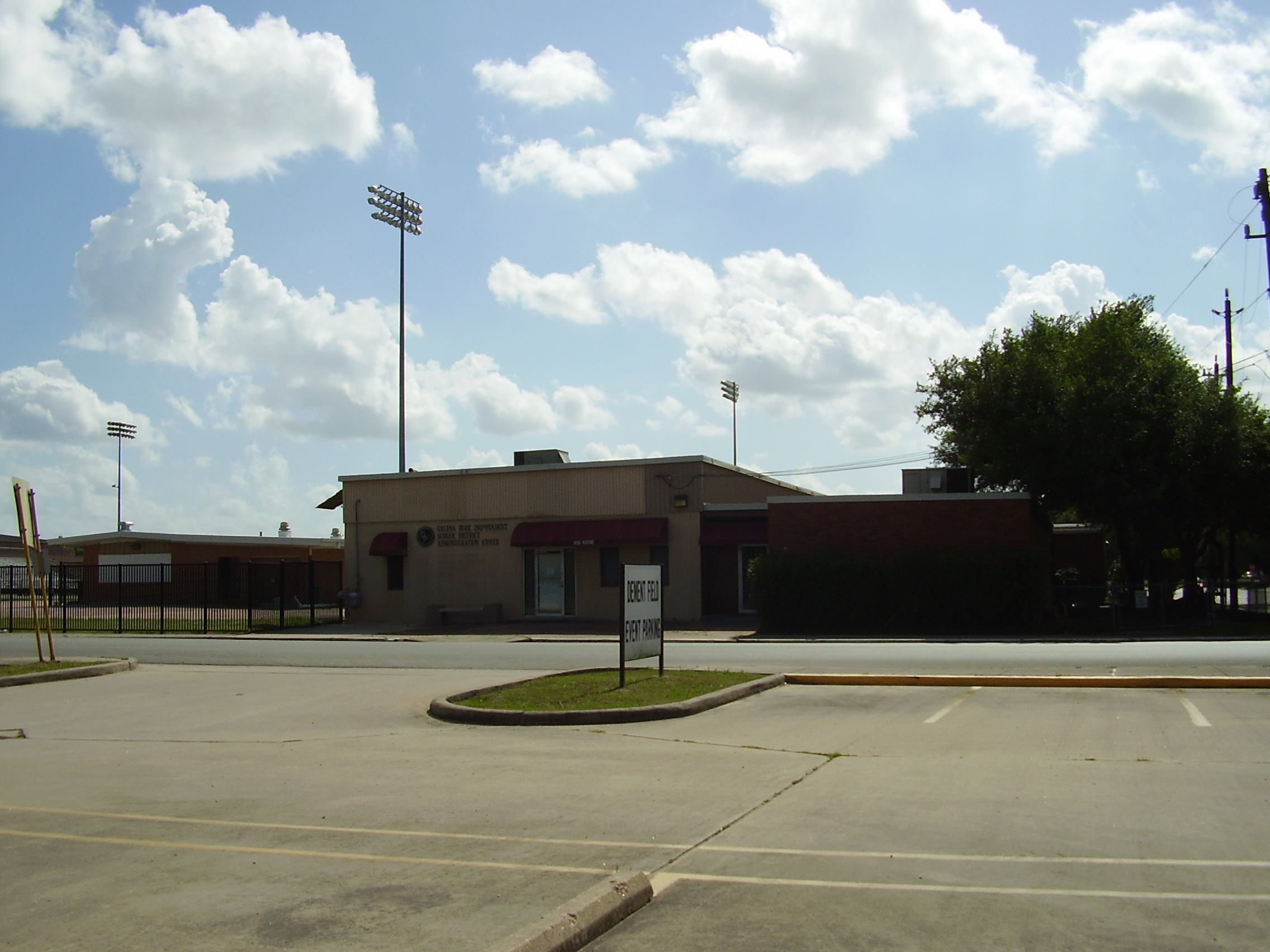
Anexo administrativo del distrito, Galena Park

El Distrito Escolar Independiente de Galena Park (Galena Park Independent School District) es un distrito escolar de Texas. Tiene su sede en Channelview, un área no incorporada en el Condado de Harris. El consejo escolar de distrito tiene un presidente, un vicepresidente, un secretario, y tres miembros. El distrito gestiona escuelas en Galena Park, Houston, y áreas no incorporadas (Cloverleaf, una parte de Channelview). Tiene 15 escuelas primarias, cinco escuelas medias, y cinco escuelas preparatorias.